# Monte San Biagio
Monte San Biagio är en ort och kommun i provinsen Latina i regionen Lazio i Italien. Kommunen hade 6 286 invånare (2018).